# Bipalium adventitium
Bipalium adventitium ist eine Art der zu den Plattwürmern zählenden Landplanarien in der Unterfamilie Bipaliinae. Sie ist in Asien heimisch und hat sich in jüngerer Zeit auf Nordamerika ausgebreitet.

## Merkmale
Die meisten ausgewachsenen Individuen von Bipalium adventitium haben eine Länge von 5 bis 8 Zentimetern. Der Kopf ist fächerartig verbreitert. Von anderen Arten der Gattung Bipalium, wie Bipalium kewense, kann man Bipalium adventitium leicht unterscheiden, da diese Arten einen halbmondförmigen Kopf haben. Der Körper hat eine gelbe bis hellbraune Färbung und einen dunklen Längsstreifen, der jedoch nicht über den Kopf verläuft.

## Ernährung
Bipalium adventitium ist bekannt dafür, Regenwürmer zu jagen. Um die Beute zu fangen, ist es ihnen möglich, der Spur der Regenwürmer zu folgen, die durch von ihnen abgegebene chemische Stoffe entsteht. Am Kopf sitzen Chemorezeptoren, mit denen die von der Beute hinterlassene Spur wahrgenommen werden kann. Nachdem ein Regenwurm gefunden wurde, kriecht die Landplanarie über ihn und wickelt ihren Körper um seinen, um die Flucht zu verhindern. In Nordamerika, wo Bipalium adventitium als invasive Art lebt, erkennen die meisten Regenwürmer die Planarie nicht als Prädator. Sie versuchen erst zu fliehen, wenn die Planarie mit ihrem Pharynx in ihren Körper eindringt. Dies ist der Grund dafür, dass Bipalium adventitium eine erfolgreiche Art im neuen Lebensraum ist.
In einer Studie konnte nachgewiesen werden, dass Bipalium adventitium das starke Nervengift Tetrodotoxin, das erstmals in Kugelfischen entdeckt wurde, enthält. Die Landplanarie war mit der verwandten Bipalium kewense der erste landlebende Organismus, in dem das Gift gefunden wurde. Es ist jedoch unbekannt, ob dieses Gift bei dem Schutz vor Feinden oder beim Fangen der Beute eine Rolle spielt.

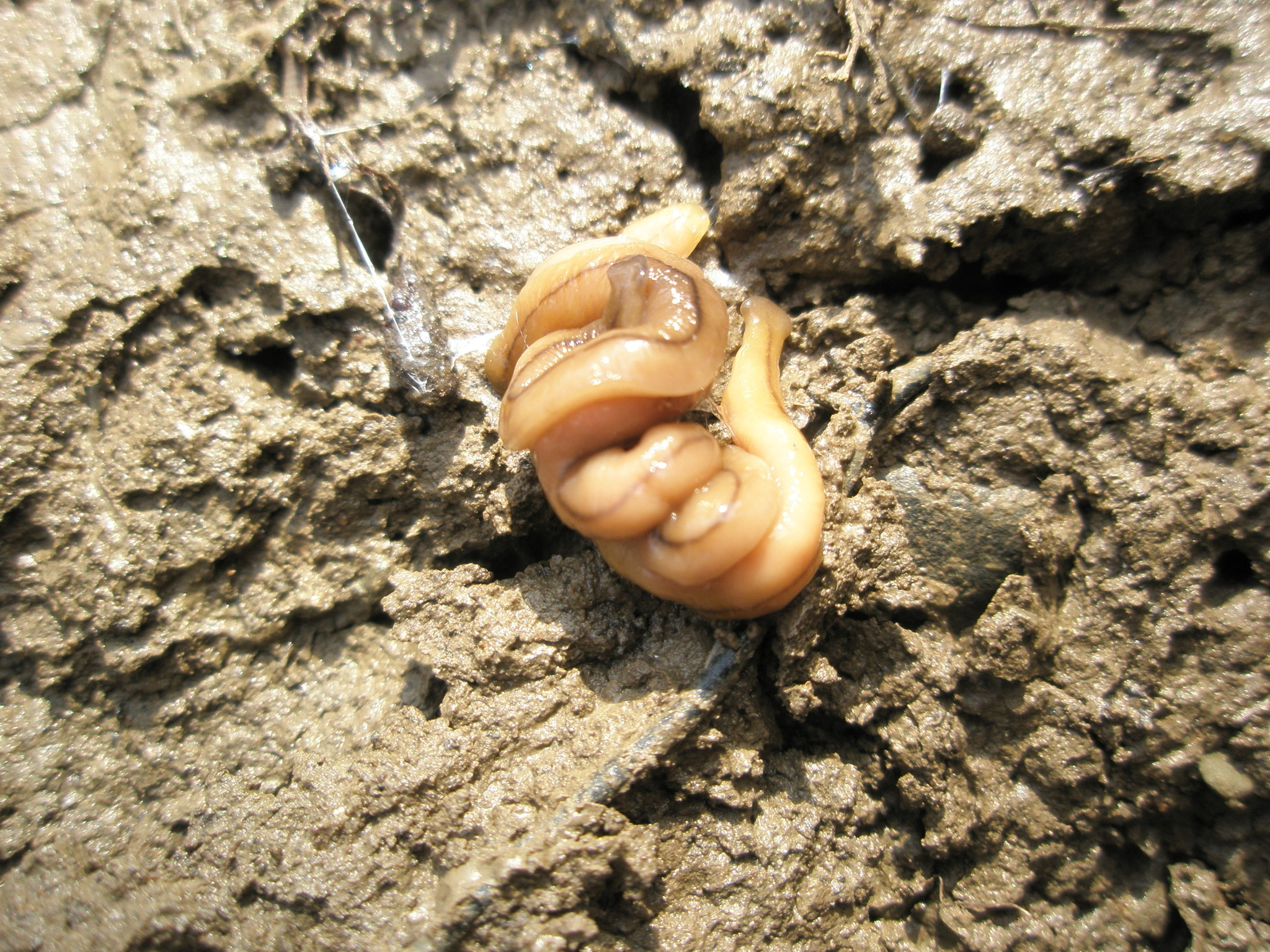
Zwei Individuen von Bipalium adventitium wickeln sich umeinander, möglicherweise bei der Paarung.

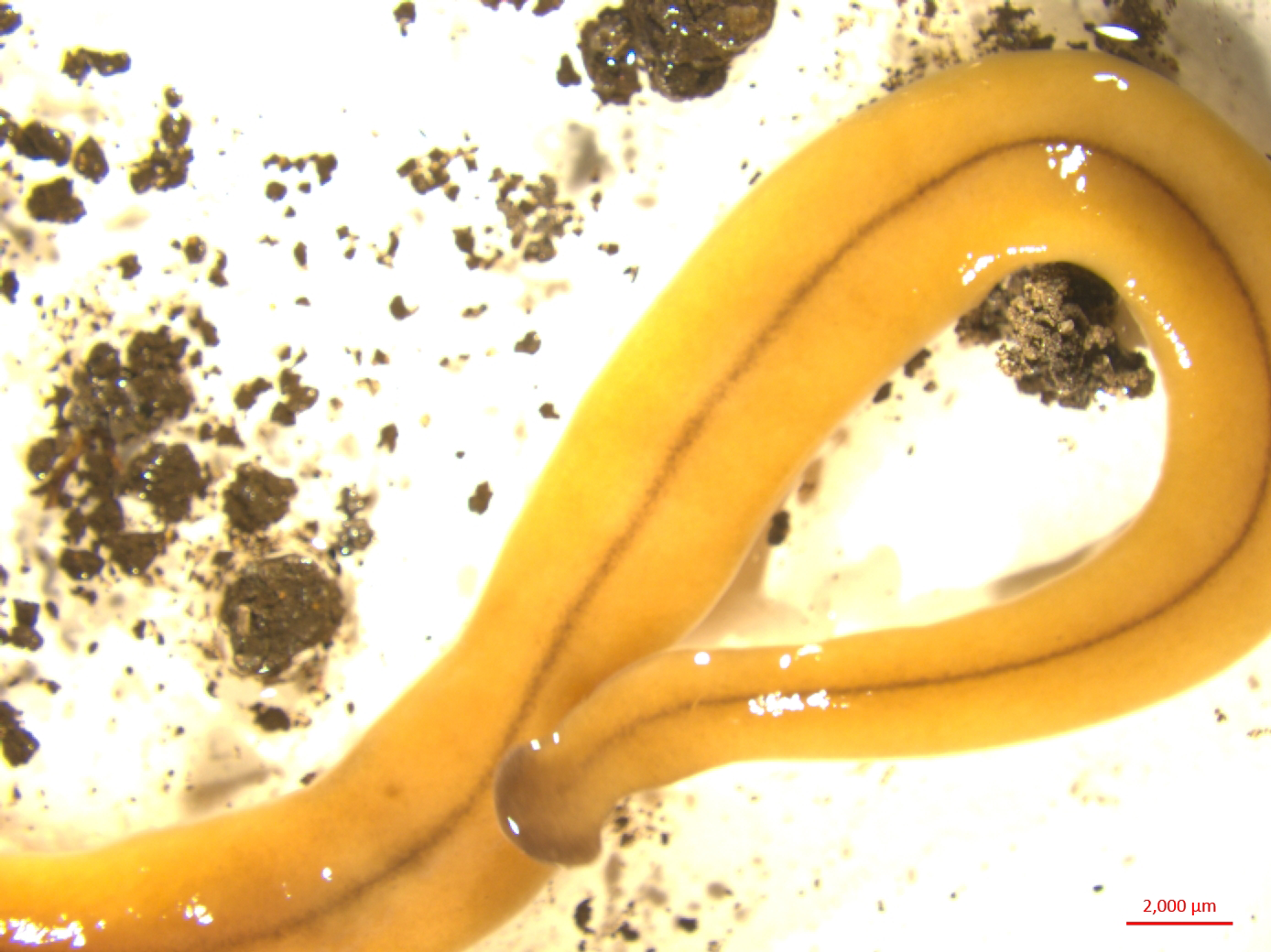
Bipalium adventitium aus Montréal, Quebec, Canada

## Fortpflanzung
Im Gegensatz zur Landplanarie Bipalium kewense, die sich asexuell fortpflanzt, vermehrt sich Bipalium adventitium sexuell. Vermutlich gibt es nur einen Begattungszeitraum pro Jahr. Wie bei den meisten Landplanarien erfolgt eine innere Befruchtung, wenn sich zwei Individuen paaren. Die Eier werden als Eikapseln abgelegt, aus denen nach ungefähr drei Wochen ein bis sechs Jungtiere schlüpfen.

## Verbreitung
Die ursprünglich in Asien heimische Art wurde vermutlich unabsichtlich im 20. Jahrhundert in die nördlichen Bundesstaaten der USA eingeführt und hat sich seither dort stark vermehrt. In Vororten und in Anlagen, in denen exotische Pflanzen angebaut werden, wird Bipalium adventitium besonders häufig gefunden. Im Jahr 2019 wurde die Art erstmals in Montréal in Kanada nachgewiesen.

## Etymologie
Das Artepitheton adventitium (von außen kommend, ausländisch, fremd) verweist auf die Einführung aus einem fernen Land.